# Park Dietla (Sosnowiec)
Park Dietla (potocznie zwany „Parkiem Żeromskiego”) − zabytkowy park miejski w Sosnowcu o powierzchni 6,13 ha, położony przy ulicy Stefana Żeromskiego w dzielnicy Pogoń. Założony w 1901 r. przez Heinricha Dietla w stylu neoromantycznym, jako uzupełnienie prywatnych zabudowań wchodzących w skład jego majątku. Wpisany wraz z Pałacem Dietla i obiektami okołopałacowymi na listę zabytków.

## Historia parku

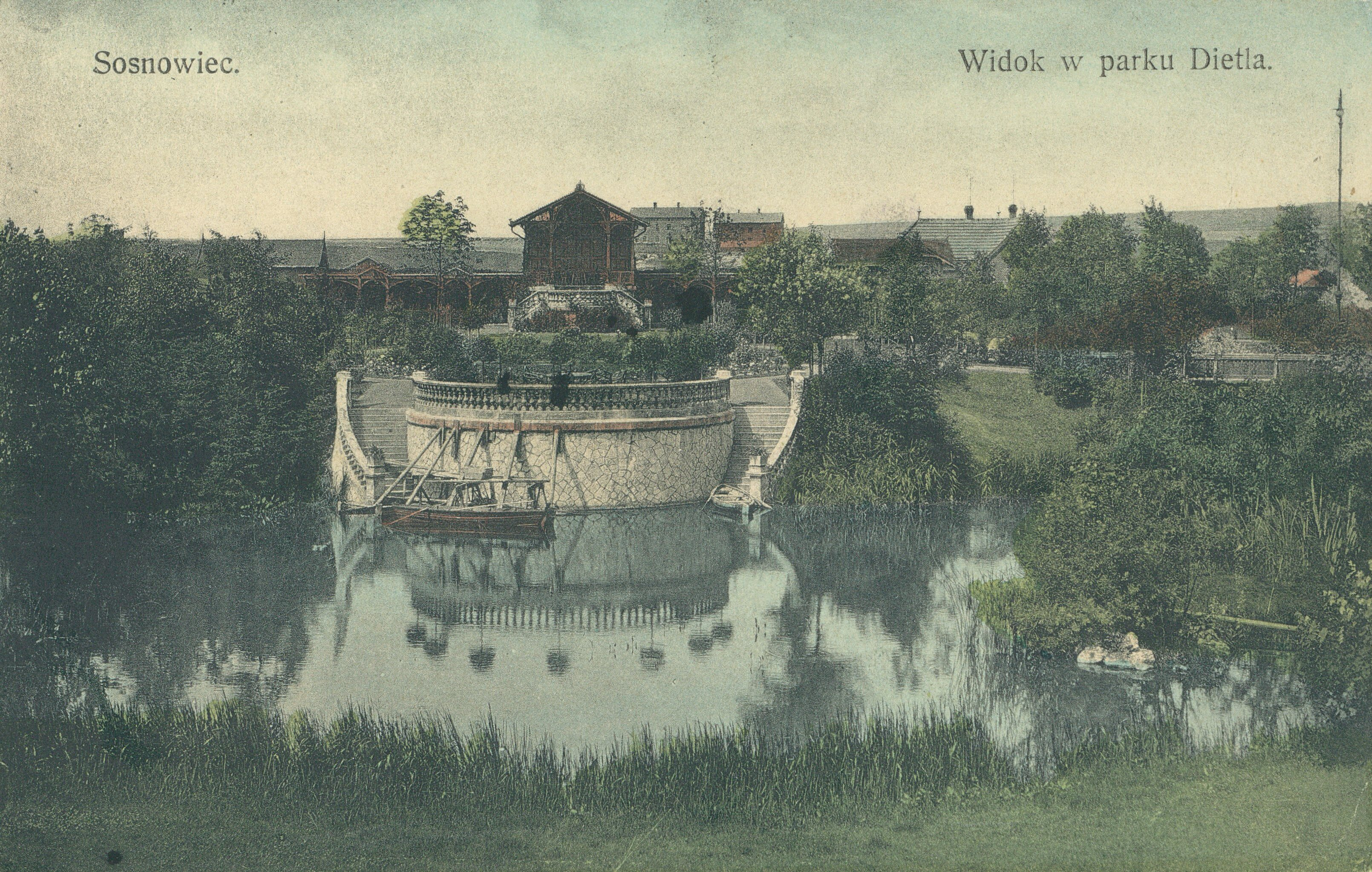
Park Dietla w 1912 roku.

Park powstał w 1901 r. we wsi Nowy Sosnowiec z inicjatywy miejscowego przemysłowca Henryka Dietla, który dla jego stworzenia sprowadził do swojej posiadłości niemieckiego ogrodnika Ernsta Roberta Pietsche oraz architekta Fritza Hanishema. Prace związane z realizacją projektu odbywały się na terenie przylegającego do zabudowań pałacowych pola uprawnego. Znajdujący się w jego środku staw został pogłębiony, a jego brzegi wyrównane i obsadzone roślinnością wodną. Na znajdujących się pośrodku zbiornika głazach stanął posąg Neptuna z trójzębem. W zachodniej jego części powstał taras widokowy z balustradą. W parku powstały sztuczne kotliny, groty i wąwozy, którymi zostały poprowadzone ścieżki spacerowe. Na wzgórzu stanęły sztuczne ruiny, urządzone na wzór zamku rycerskiego, w którym znajdowały się przyrządy, broń oraz malowidła nawiązujące do sztuki rycerskiej. W pobliżu ruin powstała glorieta, utrzymaną w stylu neoklasycystycznym. W centralnej części parku wzniesiono świątynię Sybilli, nazywaną też „świątynią dumania”, która znajdowała się na kamiennym wzniesieniu otoczonym niewielkim tarasem. Do tarasu prowadziła para schodów znajdujących się po bokach. Budynek świątyni był ceglany, otynkowany, a nad wejściem do niej znajdował się ozdobny portyk ze sceną mitologiczną, wsparty na czterech kolumnach. Budynek był przykryty kopułą zwieńczoną figurą Sybilli. Przed nim znajdowała się starannie zaprojektowana kompozycja roślinna z dwoma fontannami pośrodku. Park ogrodzony został murem, do którego prowadziły dwie bramy. W 1903 r. został rozbudowany o ogród warzywny i teren rekreacyjny do jazdy konnej. Służył rodzinie Dietlów do czasu ich wyjazdu z Sosnowca w czasie II wojny światowej. 
W 1945 r. park stał się ogólnodostępnym parkiem miejskim. Z czasem zburzono otaczające go mury, więc park wraz z jego zabudową podlegał stałej dewastacji. Świątynia Sybilli, w której w latach 50. XX w. mieściła się kawiarnia, została wyburzona około 1970 r.. Znaczna część parku uległa przeobrażeniu w wyniku przebudowy, która towarzyszyła wznoszeniu nowych miejskich obiektów sportowych. W 1972 r. oddano do użytku halę widowiskowo-sportową, a w 1977 krytą pływalnię. Jedynym obiektem, który dotrwał w niemal niezmienionej formie do dziś jest glorieta, która w 2022 r. przeszła gruntowny remont i odzyskała swój przedwojenny wygląd.
31 grudnia 1998 r. neoromantyczny park Heinricha Dietla wraz z zabudowaniami związanymi z dawnym pałacem został wpisany na listę zabytków. Na mocy uchwały Rady Miejskiej w Sosnowcu z dnia 24 września 2009 r. nosi oficjalną nazwę „Park Dietla”.

## Roślinność

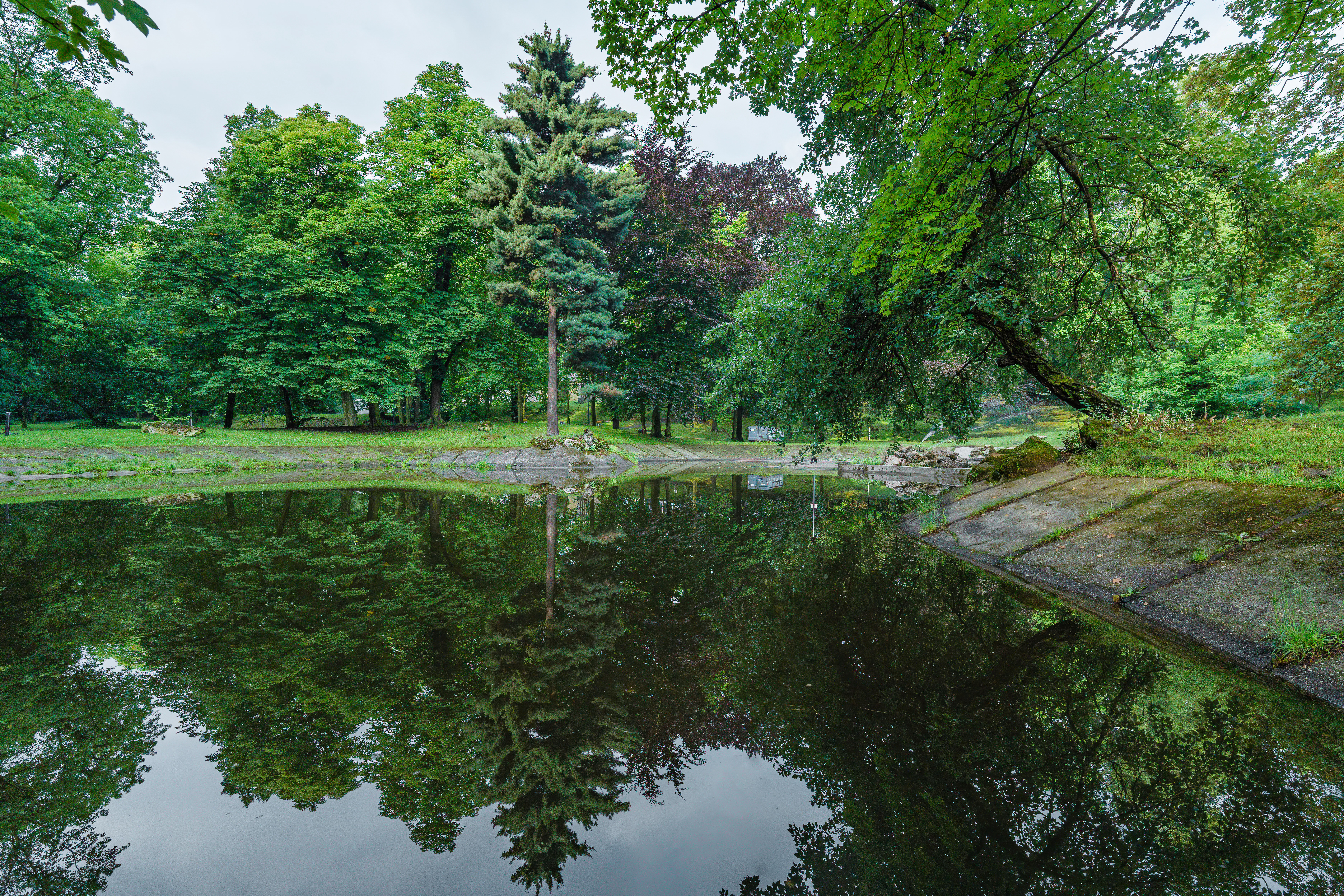
Oczko wodne na pierwszym planie a za nim drzewo pomnikowe Bursztynowa Dama - sosna rumelijska.

W parku występuje około 60 gatunków drzew i krzewów, z których najstarsze mają około 110 lat. Wśród nich są rzadkie okazy, takie jak buk dwubarwny, brzoza papierowa i lipa srebrzysta. Jest też szereg potężnych drzew, takich jak klon srebrzysty, 6 platanów klonolistnych, lipa amerykańska, dąb czerwony, lipa szerokolistna, dąb wielkoowocowy, klon pospolity, jesion wyniosły. Jednym z bardziej unikalnych drzew w parku jest sosna rumelijska rosnąca nad brzegiem oczka wodnego.